# Søfting
Søfting est une localité du comté de Nordland, en Norvège.

## Géographie
Administrativement, Søfting fait partie de la kommune de Vefsn.